# Pennantia
Pennantia, maleni biljni rod od četiri vrste grmlja i drveća koji čini samostalnu porodicu unutar reda celerolike. Dvije vrste rastu na Novom Zelandu, jedna u Australiji (Queensland: od Atherton Tablelanda, do Miltona, Novi Južni Wales). Posljednja četvrta vrsta ograničena je na otok Norfolk.
Vrsta Pennantia baylisiana kritično je ugrožena, i endem je na otoku Great Island (Manawa Tawhi), i nalazila se po svojoj rijetkosti u Guinnesovoj knjizi rekorda

## Vrste
1. Pennantia baylisiana (Oliv.) G.T.S.Baylis, otočje Three Kings, Novi Zeland
2. Pennantia corymbosa J.R.Forst. & G.Forst., Novi Zeland
3. Pennantia cunninghamii Miers, Queensland, Australija
4. Pennantia endlicheri Reissek otok Norfolk